# Закон Аквілія
Закон Аквілія (Lex Aquilia) — давньоримський закон доби Республіки, прийнятий приблизно у 287 році до н. е., який встановлює відповідальність за завдання шкоди однією особою майну або особі (рабу) іншої особи. Цей закон був названий на честь римського трибуна Аквілія, який запропонував його прийняття.

## Причини та передумови
Цей закон з'явився в результаті плебісциту, і плебеї, очевидно, переслідували зрозумілу політичну мету. Цю мету можна знайти в проблемі «доступу до правосуддя», притаманній процедурі legis actio per sacramentum, яка перешкоджала бідним плебеям брати участь у змагальних судових процесах. Ця проблема набула особливої гостроти після сецесії плебеїв (близько 287 р. до н. е.), коли величезна кількість майнових збитків і руйнувань очікувала судового рішення.

## Структура та зміст
Lex Aquilia складався з трьох глав:
- Перша встановлювала відповідальність за вбивство раба або тварини.

- Друга регулювала відповідальність боржника за шкоду, заподіяну кредитору.

- Третя визначала відповідальність за поранення чужого раба або тварини і за знищення або пошкодження чужої речі.

Для відповідальності за вбивство або поранення раба, або тварини, а також за знищення або пошкодження чужої речі потрібна була наявність деяких особливих умов:
- Шкода повинна була бути заподіяна безпосередньо дією правопорушника: для застосування закону правопорушник мав убити тварину, а не заподіяти їй смерть, викликавши, наприклад, переляк, що спонукав тварину здійснити смертельний стрибок у прірву.

- Шкода повинна була бути заподіяна безпосереднім впливом на чужу людину, на чужу тварину або річ; такою шкодою не вважали, наприклад, зняття кайданів із раба, який тим самим отримував можливість тікати від господаря, або відкриття клітки, з якої вилетів птах.

- Шкода мала бути заподіяна власнику раба, тварини або птаха; інших осіб, зацікавлених у недоторканості постраждалого майна, lex Aquilia не охороняв[1].

Крім того, заподіяння шкоди мало бути винним. При цьому був потрібен не умисел, а недбалість, хоча б і легка. За наявності зазначених умов шкода підлягала відшкодуванню в розмірі вищої вартості, яку вбитий раб або тварина мали в останній до вбивства рік, і вищої вартості, яку поранений раб, або тварина, або пошкоджена річ мали в останній місяць до вчинення над ними злочину.
У деяких випадках, які Закон Аквілія охоплював, заборонялася традиційна процедура per sacramentum (проголошення клятви, обітниці). Реформа передбачала механізм компенсації за руйнування, які плебеї та патриції завдали один одному під час повстання 287 р. до н. е. У судових суперечках про відшкодування за такі руйнування закон встановив рівні процесуальні умови для сторін обох станів. Більш сучасна процедура усунула вимогу обітниці, яка була серйозною перешкодою для бідних учасників судового процесу, незалежно від того, чи був він позивачем або відповідачем. Це покращувало процесуальне становище плебейських сторін, незалежно від того, чи були вони позивачами або відповідачами. Його загальна застосовність до всіх римлян стала результатом політичного компромісу, досягнутого з метою припинення громадянських заворушень

## Значення
Закон Аквілія був одним з найважливіших законів у римській юридичній історії, і його принципи вплинули на багато сучасних правових систем. Наприклад, поняття недбалості та відповідальності за завдані шкоди все ще є фундаментальною частиною багатьох сучасних правових систем у всьому світі. Він встановив принцип відповідальності за завдану шкоду, що базується на вартості пошкодженого майна або на шкоді, завданій особі, а не на намірі порушника. Закон Аквілія сприяв створенню однієї з перших систем цивільного права, яка була заснована на ідеї компенсації. Також, закон встановив поняття «culpa» (недбалість), яке використовується в багатьох правових системах по всьому світу.